# Estación de ZAL - Riu Vell
ZAL | Riu Vell es una estación de la Línea 10 del Metro de Barcelona, ubicada sobre un viaducto en la calle A de la Zona Franca, junto a la antigua desembocadura del río Llobregat. Su apertura tuvo lugar el 7 de noviembre de 2021 para dar servicio a la Zona de actividades logísticas (ZAL) del Puerto de Barcelona y al futuro centro penitenciario de presos preventivos de Barcelona.

## Características
Comparte la misma estructura de construcción que Ecoparc, Port Comercial y Zona Franca, estando las cuatro estaciones sobre viaducto (las únicas estaciones del Metro de Barcelona en superficie). El viaducto debe continuar hasta Pratenc, pero termina abruptamente en ZAL|Riu Vell, quedando la continuación sin fecha de construcción.
La estación se ubica en un viaducto doble —para cada sentido de la marcha— de hormigón, a 6,5 metros de altura. En medio de los dos viaductos se sitúa el andén, de 10 metros de ancho y 120 metros de largo.

## Historia
La estación de ZAL | Riu Vell no figuraba en el trazado original de la L9/L10 en el Plan Director de Infraestructuras (PDI) 2001-2010, aprobado en 2002. En este proyecto inicial la L10 tenía tres estaciones en la Zona Franca: Zona Franca | Litoral (renombrada Zona Franca), Zona Franca | Port (Port Comercial) y Zona Franca | ZAL (Ecoparc), terminal de línea junto a las cocheras. Debido a la dificultad de soterrar las vías, por los niveles freáticos cercanos a la superficie y la gran cantidad de servicios en el subsuelo (oleoductos, gasoductos, etc.), los técnicos decidieron que el paso de la L10 por la Zona Franca se realizaría mediante un viaducto por la calle A. El 13 de octubre de 2003 el consejero Felip Puig inauguró las obras de construcción del paso elevado.
En junio de 2006, tras el acuerdo para el traslado de la cárcel Modelo a la Zona Franca, la Generalidad de Cataluña anunció la prolongación del viaducto de la L10 en 300 metros, construyendo una nueva estación terminal para dar servicio al futuro centro penitenciario. Un año más tarde se añadió otra prolongación, situando la nueva terminal en el Polígon Pratenc. Estos cambios se recogieron en una modificación puntual del PDI 2001-2010 aprobada en 2009.
Las obras en el ramal sur de la L10 sufrieron numerosos retrasos debido a problemas en la financiación y en los trabajos de perforación de la tuneladora. En 2015 terminó la construcción del viaducto, pero las estaciones previstas sobre esta infraestructura quedaron sin finalizar por falta de presupuesto para completar su acondicionamiento.
En 2017 la Comisión de Nomenclatura de la Autoridad del Transporte Metropolitano (ATM), de acuerdo con el Ayuntamiento de Barcelona, propuso el nombre Riu Vell para la estación. Sin embargo, el comité ejecutivo de ATM alegó que podía resultar confuso para los usuarios, por lo que finalmente se adoptó ZAL | Riu Vell.

## Líneas
| << cabecera             | < estación              | línea | estación > | cabecera >>    |
| ----------------------- | ----------------------- | ----- | ---------- | -------------- |
| Metro                   |                         |       |            |                |
| Terminal Pratenc (20??) | Terminal Pratenc (20??) |       | Ecoparc    | Collblanc Gorg |